# Anders Samuelsen
Anders Samuelsen (ur. 1 sierpnia 1967 w Horsens) – duński polityk, poseł do Folketingetu i eurodeputowany, lider Sojuszu Liberalnego (2009–2019), od 2016 do 2019 minister spraw zagranicznych.

## Życiorys
Ukończył w 1993 nauki polityczne na Uniwersytecie w Aarhus. Pracował jako urzędnik w ministerstwie finansów, później był zatrudniony jako doradca i menedżer. Zaangażował się w działalność polityczną w ramach socjalliberalnej partii Det Radikale Venstre. Od 1998 do 2004 z jej ramienia zasiadał w duńskim parlamencie. W 2003 stanął na czele stowarzyszenia ochrony ludności.
W wyborach w 2004 z ramienia radykalnej lewicy uzyskał mandat posła do Parlamentu Europejskiego. Był członkiem grupy Porozumienia Liberałów i Demokratów na rzecz Europy i Komisji Budżetowej. W 2007 znalazł się wśród założycieli nowej partii o nazwie Sojusz Liberalny. W tym samym roku z listy tego ugrupowania został wybrany do Folketingetu, rezygnując z zasiadania w PE. W 2009 został przewodniczącym liberałów po rezygnacji złożonej przez Nasera Khadera. W 2011 i 2015 odnawiał mandat poselski.
28 listopada 2016 wszedł w skład trzeciego rządu Larsa Løkke Rasmussena jako minister spraw zagranicznych. W czerwcu 2019 Sojusz Liberalny uzyskał słaby wynik wyborczy, a jego lider nie obronił mandatu poselskiego. W konsekwencji Anders Samuelsen ustąpił z funkcji przewodniczącego i jeszcze w tym samym miesiącu zastąpił go Alex Vanopslagh. 27 czerwca 2019 zakończył pełnienie funkcji ministra.

## Odznaczenia
- Krzyż Wielki Orderu Sokoła Islandzkiego (Islandia, 2017)[4]